# Yamaha DT 50 R
Die Yamaha DT 50 R ist ein durch das französische Tochterunternehmen MBK Industrie S.A. des Motorradherstellers Yamaha Motor hergestelltes Kleinkraftrad. Das Mokick mit der Modellbezeichnung DT 50 R (3MN) kam 1988 als Nachfolger der erfolgreichen DT 50 MX auf den Markt und wurde ab 1997 wiederum durch gleichnamige, aber stark veränderte Modelle DT 50 R ersetzt.

## DT 50 R 3MN (Modelljahre 1988–1996)

### Allgemeines
Im Gegensatz zum Vorgängermodell DT 50 MX wurde bei der DT 50 R nicht mehr auf Bauteile der 80-cm3-MX zurückgegriffen, wodurch eine kostengünstigere Abgabe ermöglicht wurde. Bewusst wurde hierbei auf eine vergleichbare Geländegängigkeit wie bei dem Vorgängermodell verzicht, da die DT 50 R im Verhältnis zur DT 50 MX eher für die Straßennutzung konzipiert wurde (daher vermutlich auch das R (Road/Racing) in der Typenbezeichnung). Besonders deutlich wird der Unterschied zum Vorgängermodell an der nunmehr verwendeten Scheibenbremse (anstelle der Trommelbremse) am Vorderrad.
Für die Modelle der Jahre 1988 bis 1996 ist die Typenbezeichnung 3MN gebräuchlich, obgleich nicht alle Modell-Codes entsprechend lauten (→Modellvarianten).

### Modellvarianten
| Modelljahr | Modell-Code | Farb-Code | Farbe                  |
| ---------- | ----------- | --------- | ---------------------- |
| 1988       | 3HL2        | A         | YAMAHA BLACK           |
| 1988       | 3HL2        | B         | WHITE                  |
| 1988       | 3HL2        | C         | SOLID ENDURANCE BLUE   |
| 1989       | 3MN1        | A         | YAMAHA BLACK           |
| 1989       | 3MN1        | B         | WHITE                  |
| 1989       | 3MN1        | C         | SOLID ENDURANCE BLUE   |
| 1989       | 3MP1        | A         | YAMAHA BLACK           |
| 1989       | 3MP1        | B         | WHITE                  |
| 1989       | 3MP1        | C         | SOLID ENDURANCE BLUE   |
| 1989       | 3MR1        | A         | YAMAHA BLACK           |
| 1989       | 3MR1        | B         | WHITE                  |
| 1989       | 3MR1        | C         | SOLID ENDURANCE BLUE   |
| 1989       | 3MS1        | A         | YAMAHA BLACK           |
| 1989       | 3MS1        | B         | WHITE                  |
| 1989       | 3MS1        | C         | SOLID ENDURANCE BLUE   |
| 1991       | 3MN2        | A         | YAMAHA BLACK           |
| 1991       | 3MN2        | B         | DEEP VIOLET            |
| 1991       | 3MN2        | C         | DEEP VIOLET SOLID 1    |
| 1991       | 3MN2        | D         | PURPLISH WHITE SOLID 1 |
| 1991       | 3MN2        | E         | SPANISH WHITE 2        |
| 1991       | 4CT2        |           |                        |
| 1992       | 4AD2        | A         | YAMAHA BLACK           |
| 1992       | 4AD2        | B         | DEEP VIOLET            |
| 1992       | 4AD2        | C         | PURPLISH WHITE SOLID 1 |
| 1995       | 3MN3        | A         | YAMAHA BLACK           |
| 1995       | 3MN3        | B         | PURPLISH WHITE SOLID 1 |
| 1995       | 4CT4        | A         | YAMAHA BLACK           |
| 1995       | 4CT4        | B         | PURPLISH WHITE SOLID 1 |
| 1996       | 4CT6        | A         | YAMAHA BLACK           |

### Technische Daten
- Allgemeines
  - Hersteller: MBK Industrie Sociètè Nouvelle, Bobigny/Frankreich  ABE
  - Fahrzeugart: Kleinkraftrad, Mokick bis 50 km/h  ABE
  - Fahrzeugtyp: 3MN  ABE
- Gewichte
  - Leergewicht: 99 kg  ABE
  - zulässiges Gesamtgewicht: 290 kg  ABE
- Motor:  Minarelli 3MN
  - Hersteller: Yamaha Motor Co., Ltd., Japan  ABE
  - Typenbezeichnung: 3MN  ABE
  - Motortyp: 2-Takt-Einzylindermotor
  - Hubraum (abgerundet): 50 cm3  ABE
  - Leistung: 2,3 kW (3,1 PS) bei 6000 min−1  ABE
  - Drehmoment: 4,2 Nm bei 5000 min−1
  - Bohrung: 40,0 mm
  - Hub: 39,7 mm
  - Verdichtung: 5,9:1
  - Getriebe: 5-Gang-Fußschaltung
  - Kühlung: Fahrtwindkühlung
  - Startertyp: Kickstarter
- Höchstgeschwindigkeit:  50 km/h  ABE
- Vergaser
  - Hersteller: Dell’Orto  ABE
  - Typ: PHBD 14  ABE
  - Kennzeichnung: PHBD 14 BS  ABE
  - Hauptdüse: 70  ABE
- Geräusche
  - Standgeräusch (im Nahfeld): 68 dB(A) bei 3000 min−1  ABE
  - Fahrgeräusch: 67 dB(A)  ABE
  - Luftfilter: Yamaha 3MP  ABE
  - Vorschalldämpfer: Yamaha 3MN E4610  ABE
  - Vorschalldämpfer: Yamaha 3MN E4753  ABE
- Übersetzung
  - Antriebsart: Kette
  - Kettenritzel: 10 Zähne  ABE, [1]
  - Kettenrad: 48 Zähne  ABE
- Räder und Bereifung
  - Felgengröße vorn: 1.60×21  ABE
  - Felgengröße hinten: 1.85×18  ABE
  - Bremsanlage vorn: Einscheibenbremse
  - Bremsanlage hinten: Trommelbremse
  - Bereifung vorn: 70/90-21 43P TT  ABE
  - Bereifung hinten: 90/90-18 57P TT  ABE
- Füllmengen
  - Kraftstofftank: 11,5 Liter (davon 1,4 Liter Reserve)
  - 2-Takt-Öltank: 1,1 Liter
  - Getriebeöl: 0,6 Liter
  - Mischung: Getrenntschmierung
- Anzahl der Sitzplätze:  2  ABE
- Neupreis (UVP des Herstellers): 4.100 D-Mark

## DT 50 R (Modelljahre ab 1997)
Ab dem Jahr 1997 wurde unter gleicher Modellbezeichnung weitere, gänzlich überarbeitete Kleinkrafträder vertrieben.
Diese Modelle unterscheiden sich deutlich von den Vorherigen. So fand beispielsweise im Modelljahr 1997 ein wassergekühlter Minarelli-AM6-Motor mit einem 6-Gang-Getriebe Verwendung.
| Modelljahr | Modell-Code            | Farb-Code | Farbe                  |
| ---------- | ---------------------- | --------- | ---------------------- |
| 1997       | 5BK1                   | A         | INK BLUE               |
| 1997       | 5BK1                   | B         | RASPBERRY RED          |
| 1997       | 5BK2 („DT50R X-LIMIT“) | A         | PURPLISH WHITE SOLID 1 |
| 1997       | 5BK2 („DT50R X-LIMIT“) | C         | YAMAHA BLACK           |
| 1997       | 5EC1                   | A         | INK BLUE               |
| 1997       | 5EC1                   | B         | RASPBERRY RED          |
| 2003       | 1D41                   | A         | MA BLUE                |
| 2003       | 1D42                   | A         | MA BLACK               |
| 2003       | 1D42                   | B         | MA RED                 |
| 2005       | 2C27                   | A         | MA BLUE                |
| 2005       | 2C28                   | A         | MA SHINY BLACK         |
| 2005       | 2C28                   | B         | MA RED                 |
| 2006       | 2C2C                   | A         | MA BLUE                |
| 2006       | 2C2C                   | B         | MA WHITE               |
| 2012       | 13CB                   |           |                        |
| 2013       | 13CB                   |           |                        |